# Yukie Nakayama
Yukie Nakayama (Yuki, 7 de março de 1979) é uma atiradora esportiva japonesa, especialista na fossa olímpica.

## Carreira
Ela possui quatro participações olímpicas: 2000, 2008, 2012 e 2016

### Rio 2016
Yukie Nakayama representou seu país nas Olimpíadas de 2016, ficando na 20º colocação na fossa olímpica, fora das finais.